# Die Suche nach Planet B – Mission James-Webb-Weltraumteleskop
Die Suche nach Planet B – Mission James-Webb-Weltraumteleskop ist ein Dokumentarfilm von Nathaniel Kahn, der im März 2021 beim South by Southwest Film Festival seine Premiere feierte. Der Film versucht zu zeigen, wie das James-Webb-Weltraumteleskop unsere Beziehung zum Universum verändern könnte und warum die Suche nach Leben auf anderen Planeten die Mühe wert ist.

## Inhalt

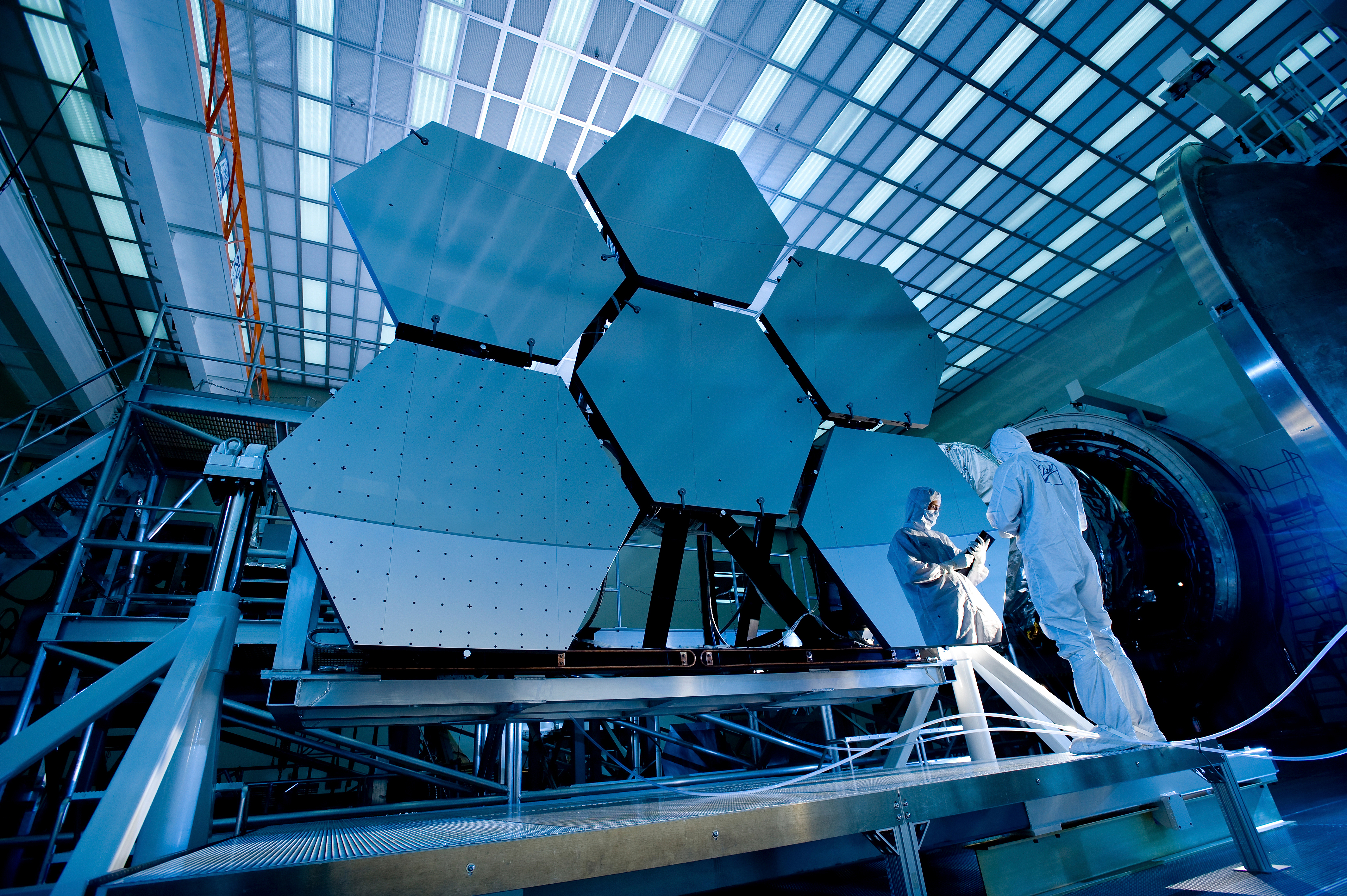
Reflektorbauteile des James-Webb-Weltraumteleskops im Marshall Space Flight Center

Das James-Webb-Weltraumteleskop soll Ende Oktober 2021 starten und Aufnahmen von dem fernen roten Stern Trappist-1 und seinen potenziell bewohnbaren Exoplaneten machen.

## Produktion
Regie führte Nathaniel Kahn. Er hatte einige Jahre zuvor mit Into the Unknown bereits einen Kurzfilm über das Team hinter dem Teleskop gedreht.
Die Weltpremiere erfolgte am 16. März 2021 beim South by Southwest Film Festival. In Deutschland wurde der Film am 25. November 2022 digital über den Verleiher mindjazz pictures veröffentlicht.

## Rezeption
Der Film wurde von 88 Prozent aller bei Rotten Tomatoes erfassten Kritiker positiv bewertet und erhielt auf Metacritic einen Metascore von 74 von 100 möglichen Punkten.